# Пача (Яшкинський округ)
Пача́ (рос. Пача) — село у складі Яшкинського округу Кемеровської області, Росія.

## Населення
Населення — 1203 особи (2010; 1369 у 2002).
Національний склад (станом на 2002 рік):
- росіяни — 96 %